# انتخابات مجلس النواب الليبي 2014
الانتخابات التشريعية أجريت بليبيا في 25 يونيو 2014 لانتخاب مجلس النواب الليبي. حيث خاض جميع المترشحين لعضوية المجلس كمستقلين، شهدت الانتخابات فوز مترشحي التيار الوطني والليبرالي  بأغلبية المقاعد، بينما تحصلت المجموعات الإسلامية على حوالي 30 مقعد فقط. وكانت نسبة الإقبال على الانتخابات ضعيفة جدًا حيث شارك 18% فقط من الناخبين المسجلين.
بعد الانتخابات، قام ائتلاف فجر ليبيا بانقلاب في طرابلس نيابةً عن الأحزاب الخاسرة في الانتخابات. كانت جماعة الإخوان المسلمين هي الطرف المهيمن في هذا الائتلاف. بعد أعمال عنف ضد معارضي فجر ليبيا، ألغت المحكمة العليا في طرابلس التعديل الدستوري الذي نتج عنه قانون الانتخابات. لم يعترف بحكم المحكمة إلا جماعة فجر ليبيا، حيث لم يعترف مجلس النواب الليبي به، كما واصل المجتمع الدولي الاعتراف بالمجلس ولم يعر اهتمامًا للحكم القضائي.

## خلفية
أُنتُخِبَ المؤتمر الوطني العام في السابع من يوليو 2012، مع مهمة إنشاء جمعية تأسيسية لصياغة دستور للبلاد كما بناءًا على نص الإعلان الدستوري المؤقت؛ غير أن، المؤتمر الوطني العام قرر أن يتم تشكيل الجمعية من قبل الليبيين مباشرةً. حيث قرر في 10 أبريل 2013 أن تجرى انتخابات لأعضاء الهيأة التأسيسية لصياغة الدستور؛ جرت الانتخابات للهيأة التأسيسية في 20 فبراير 2014.
في 25 مايو 2014، حدد المؤتمر الوطني العام 25 يونيو 2014 كموعد لانتخاب مجلس النواب الليبي. الجسم التشريعي الجديد خصص له 30 مقعد للنساء، من أصل 200 مقعد (ينتخبون كأفراد مع إمكانية انتمائهم لأحزاب سياسية) وسمح لليبيين حملة الجنسيات الأجنبية من الترشح.

## النظام الانتخابي
الـ200 مقعد أنتخبت بأسلوب الفوز للأكثر أصواتا.

## السلوك

### الإقبال
لم يتعدى الإقبال 18%، الذي وصل إلى 60% في أول إنتخابات بعد رحيل القذافي، بمشاركة 630,000 ناخب فقط. بالكاد ثلث الناخبين المؤهلين للتصويت البالغ عدد 3,4 مليون ليبي قد سجلوا في انتخابات الهيئة التأسيسية بفبراير من نفس العام. وتقول ذي إيكونوميست «يعكس تراجع الحماس الانتخابي الاشمئزاز المتنامي مع فشل السلطات في الحكم،».
لم يجري التصويت في درنة، حيث كانت مسرحًا لتفجيرات واغتيالات من قبل جماعات إسلامية. بعض محطات الاقتراع الأخرى أقفلت أيضًا في الكفرة وسبها لأسباب أمنية.

### عنف
جرت العديد من حالات العنف أثناء اليوم الانتخابي، حيث قتل على الأقل خمسة أشخاص في مواجهات بين قوات حكومية ومسلحين في بنغازي. بحسب مسؤول أمني حدثت الوفايات عندما أطلق مسلحون إسلاميون النار على مراكز أمنية محلية، مع أعمال عنف أدت إلى جرح 30 شخص.
وفي حادث منفصل قتلت الناشطة الحقوقية سلوى بوقعيقيص في منزلها بعد عودتها للمنزل من الانتخابات. وبحسب التقارير فإن المهاجمين ملتين ويرتدون زيًا عسكري.

## النتائج
أعلنت النتائج في 22 يوليو 2014. من 200 مقعد حدد في القانون، أعلن عن انتخاب 188في 22 يوليو، مع الإعلان عن أن 12 مقعد مخصص أخر أجل انتخابهم بسبب المقاطعة أو أوضاع أمنية، معظم المقاعد حازت عليها الفصائل المسماة بالتيار المدني أو الوطني المحسوبة على الليبرالية، في فاز الإسلاميون بحوالي 30 مقعد. بعض المراقبين خشيوا من أن النتائج قد تكون سببًا في زيادة الإقتتال ما بين الإسلاميين والليبرالين.
في نوفمبر، المحكمة العليا أصدرت حكمًا بإلغاء الانتخابات بناءً على طعن من مجموعة من النواب لأسباب غير واضحة. 